# Kalliomaa (Kalvola)
Kalliomaa (Kalvola) este o arie protejată (arie specială de conservare — SAC, sit de importanță comunitară — SCI) din Finlanda întinsă pe o suprafață de 94 ha, integral pe uscat.

## Localizare
Centrul sitului Kalliomaa (Kalvola) este situat la coordonatele 61°05′25″N 24°04′34″E / 61.0903°N 24.0761°E.

## Înființare
Situl Kalliomaa (Kalvola) a fost declarat sit de importanță comunitară în august 1998 pentru a proteja 1 specie de animale. Situl a fost protejat și ca arie specială de conservare în aprilie 2015.

## Biodiversitate
Situată în ecoregiunea boreală, aria protejată conține 3 habitate naturale: Pante stâncoase silicioase cu vegetație casmofită, Taiga vestică, Păduri fino-scandinave bogate în ierburi cu Picea abies.
La baza desemnării sitului se află o specie protejată de  mamifere: veveriță zburătoare siberiană (Pteromys volans).
Pe lângă speciile protejate, pe teritoriul sitului au mai fost identificate 1 specie de plante.